# 兵庫大学
兵庫大学（ひょうごだいがく、英語: Hyogo University）は、兵庫県加古川市平岡町新在家2301に本部を置く日本の私立大学。1921年創立、1995年大学設置。東播磨地域唯一の大学。大学の略称は兵大（ひょうだい）。

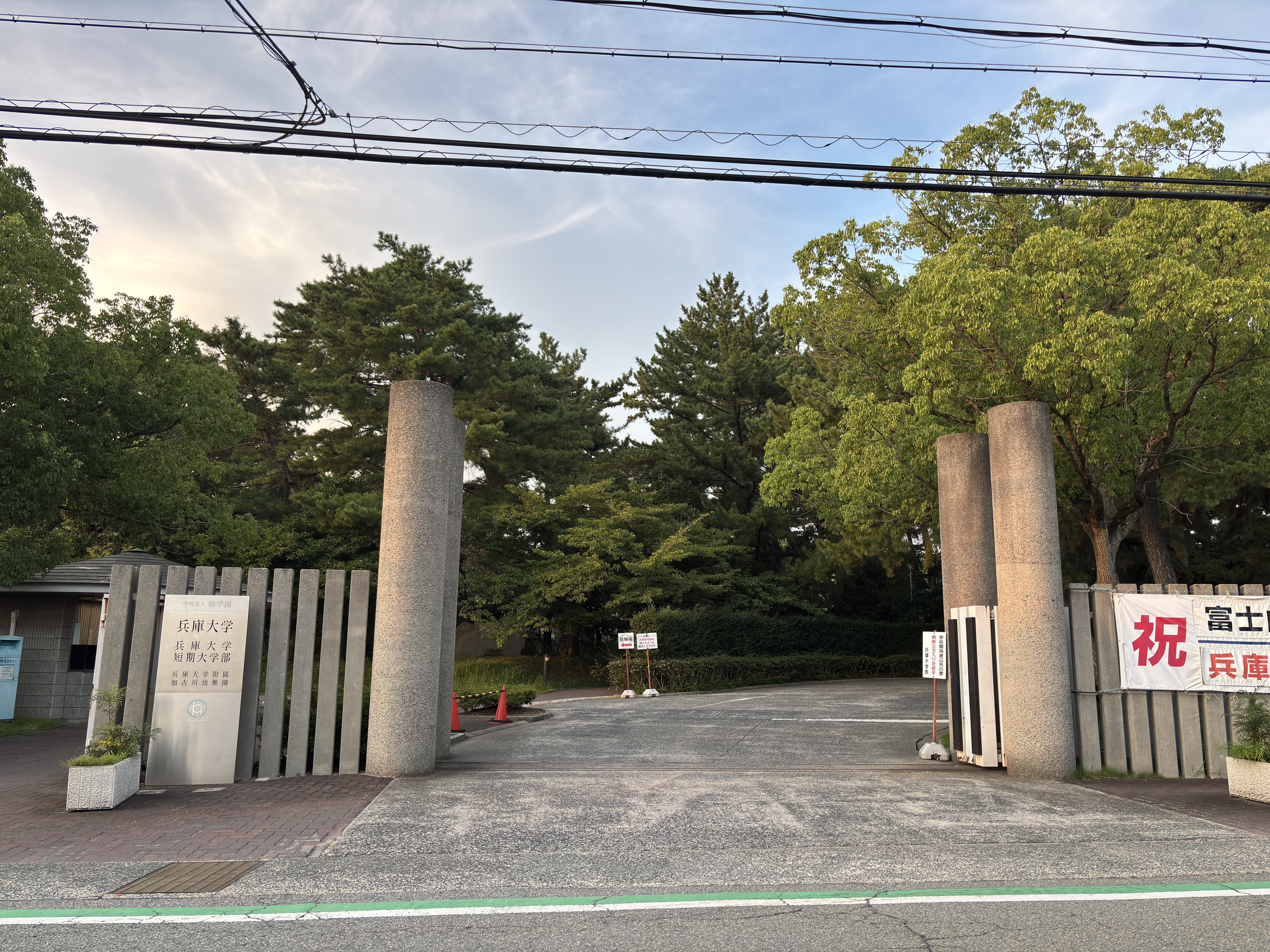
正門

## 概要

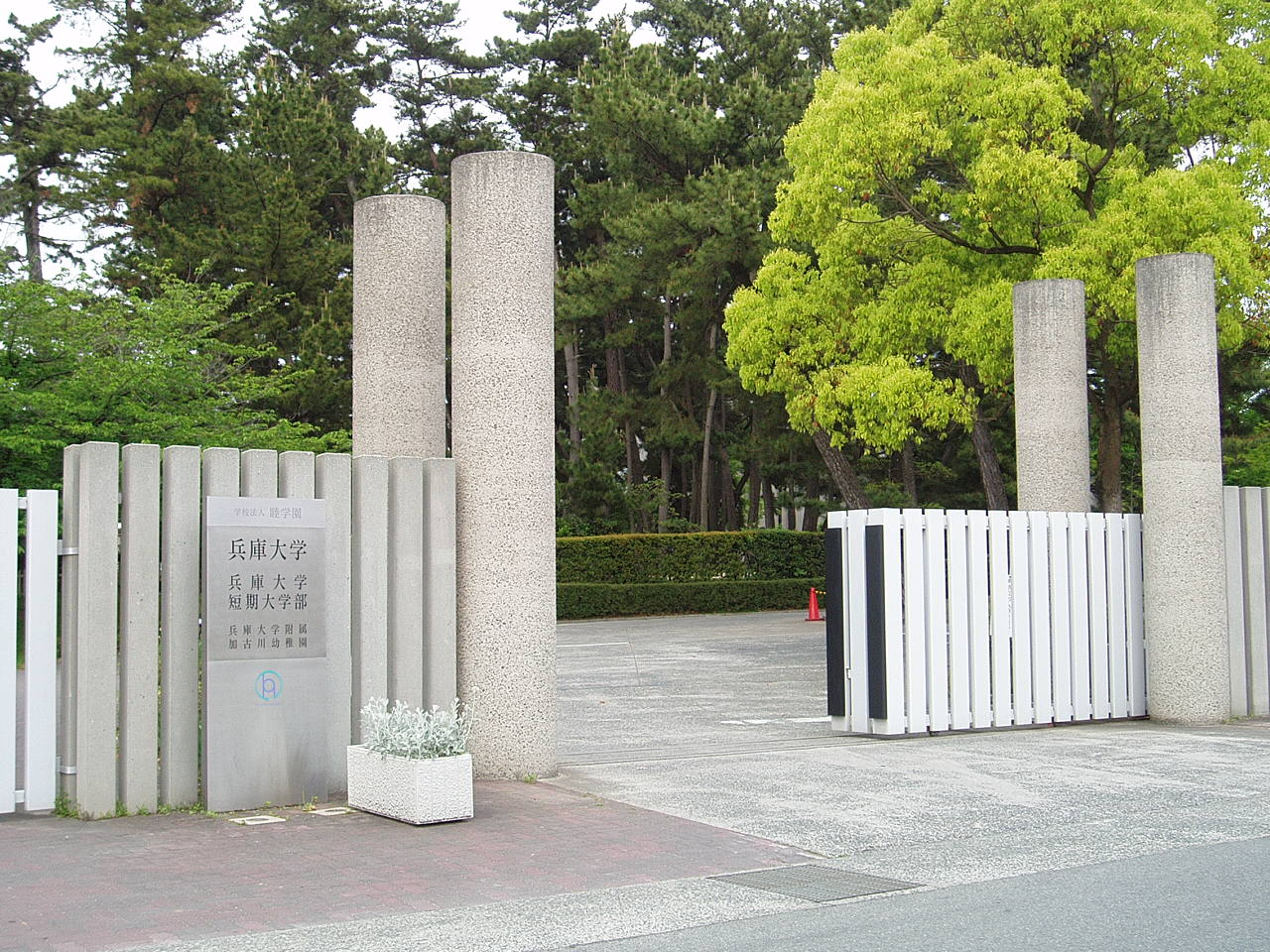
正門

1995年に兵庫女子短期大学から4年制大学へ移行し、1998年に短期大学を兵庫大学短期大学部に改組した。兵庫大学、兵庫大学短期大学部を運営している学校法人睦学園は、その他に兵庫大学附属須磨ノ浦高等学校、神戸国際中学校・高等学校、兵庫大学附属須磨幼稚園、兵庫大学附属加古川幼稚園を運営している。
建学の精神は、聖徳太子の十七条憲法の第一条「以和為貴（和を以て貴しと為す）に示した「和」。
また、西本願寺関係の各学園が、相互に発展することを目的に組織している龍谷総合学園の関係校でもある。
学生向けにスクールバスが出ている。隣接に寺田池という大きなため池がある。

## 沿革
- 1995年 - 経済情報学部経済情報学科の単科大学として開校
- 1999年 - 大学院経済情報研究科（経済情報専攻）を設置
- 2001年 - 健康科学部（栄養マネジメント学科・健康システム学科）を増設
- 2006年 - 健康科学部に看護学科を増設
- 2008年 - 生涯福祉学部（社会福祉学科）を増設
- 2016年 - 現代ビジネス学部現代ビジネス学科を開設
- 2017年 - 看護学部看護学科を増設
- 2020年 - 大学院に現代ビジネス研究科（修士課程）及び看護学研究科（博士前期課程・博士後期課程）を増設
- 2023年 - 教育学部教育学科を開設。5学部制となる。[2]

## 学部・学科

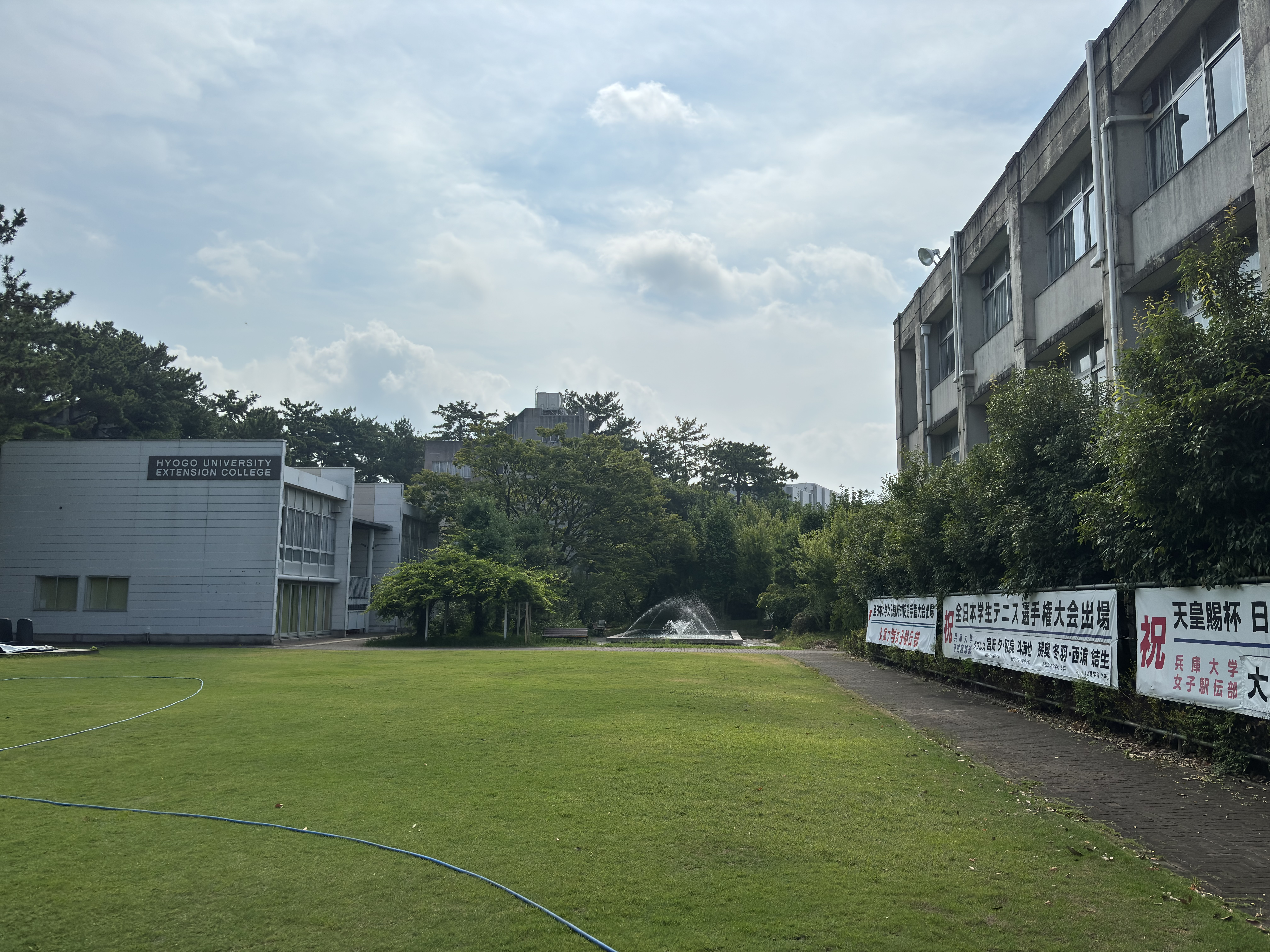
大学棟の間にある芝生広場

- 現代ビジネス学部
  - 現代ビジネス学科
    - グローバルビジネス専攻
    - 地域ビジネス専攻
    - 公共政策専攻
    - データサイエンス専攻
- 健康科学部
  - 栄養マネジメント学科
    - 臨床栄養コース
    - スポーツ・食育コース
    - 食品コース

  - 健康システム学科
    - 養護・保健コース
    - 学校体育コース
    - 大学棟の間にある芝生広場健康スポーツ指導コース
- 看護学部
  - 看護学科
- 教育学部
  - 教育学科
- 生涯福祉学部
  - 社会福祉学科
  - こども福祉学科（募集停止）
- 短期大学部
  - 保育科第一部
  - 保育科第三部

## 研究科・専攻
- 現代ビジネス研究科（修士課程）
  - 現代ビジネス専攻
- 看護学研究科（博士前期課程、博士後期課程）

## 附属総合研究所
- 兵庫大学附属総合研究所

## 取得可能資格
- 現代ビジネス学科（高等学校教諭一種免許：公民、商業）
- 栄養マネジメント学科（管理栄養士・栄養士免許・栄養教諭一種免許・食品衛生管理者・食品衛生監視員・フードスペシャリスト）
- 健康システム学科（養護教諭一種免許・教育職員免許状〈中学校・高等学校教諭一種免許；保健体育、保健〉・健康運動指導士・健康運動実践指導者・初級障害者スポーツ指導員・ジュニアスポーツ指導員・社会福祉主事任用資格）
- 教育学科（小学校教諭一種免許状・幼稚園教諭一種免許状・特別支援学校教諭一種免許状（知・肢・病）・保育士資格・兵庫大学先進保育士（本学独自資格））
- 看護学科（看護師・保健師・養護教諭一種免許）
- 社会福祉学科（社会福祉士・精神保健福祉士・高等学校教諭一種免許〈福祉〉・社会福祉主事任用資格・認定心理士）
- 保育科第一部・第三部（保育士資格・幼稚園教諭二種免許状・社会福祉主事任用資格）

## 学生生活
- 4月 - 入学式・オリエンテーション・フレッシュマンセミナー（キャンプ）
- 5月 - 花まつり（灌仏会）
- 6月 - 学園創立記念日（10日）
- 11月 - 大学祭「聚萌祭(しゅうほうさい)」寺田池側から見た校舎
- 12月 - 兵大イルミネーション
- 2月 - ゼミナール発表会
- 3月 - 卒業式、卒業記念パーティー

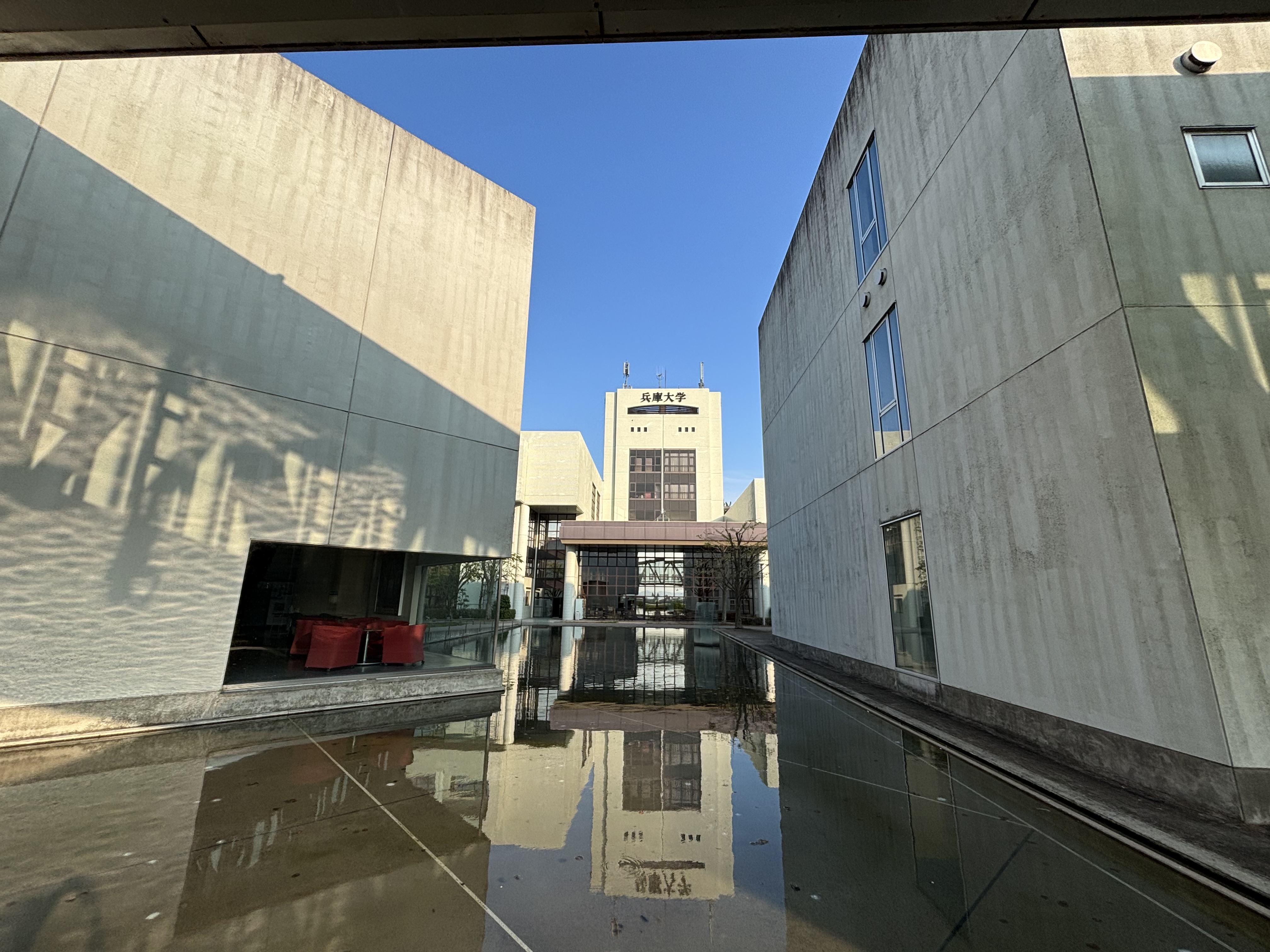
寺田池側から見た校舎

- クラブ活動に関しては、女子駅伝部、女子バレーボール部、吹奏楽部、硬式庭球部（男子）が強化指定クラブとなっている。

## 同窓会
- 兵庫大学同窓会兵鸞会が組織されている。

## 交通
- 最寄駅はJR西日本山陽本線の東加古川駅で、駅からは徒歩で約12分。

## 睦学園系列校
- 兵庫大学附属須磨ノ浦高等学校
- 神戸国際中学校・高等学校
- 兵庫大学附属須磨幼稚園
- 兵庫大学附属加古川幼稚園
- 兵庫大学短期大学部

## その他
- 英語表記で兵庫大学(Hyogo University)と校名が類似する兵庫県立大学(University of Hyogo)という公立大学が存在する。